# Энситрелвир

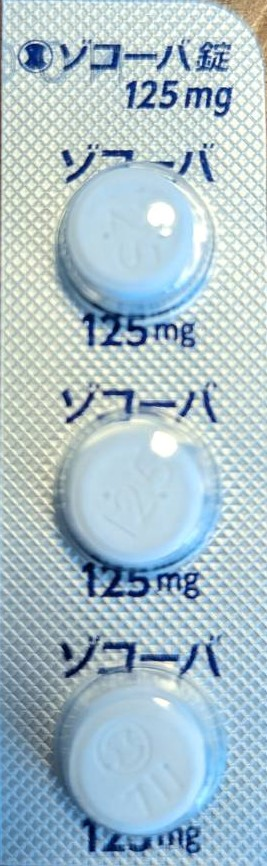
Xocova в японской блистерной упаковке.

S-217622 — противовирусный препарат, разработанный компанией Shionogi в партнерстве с Университетом Хоккайдо, выступающий в роли перорально действующего ингибитора 3C-подобной протеазы. Прошёл клинические испытания фазы III в качестве средства лечения COVID-19. Принимается внутрь. Был успешно протестирован против варианта омикрон.
Японское правительство рассматривает возможность предоставления компании Shionogi разрешения на подачу заявки на одобрение для медицинского использования до того, как будут завершены последние этапы испытаний, что потенциально может ускорить выпуск в продажу.[уточнить] Данная система условно-раннего одобрения ранее использовалась в Японии для ускорения продвижения на рынок других противовирусных препаратов, нацеленных на COVID-19, включая ремдесивир и молнупиравир.